# Hannans
Hannans Limited är ett australiskt prospekterings- och gruvutvecklingsföretag.
Hannans gundades 2002 i Torbay i Western Australia och prospekterade ursprungligen framför allt efter basmetaller i regionerna Yilgarn och Pilbara i Western Australia. Företaget börsnoterades i Australien i december 2003.
Hannans köpte 2012 det i Australien börsnoterade Scandinavian Resources Limited, med dess svenska dotterbolag Critical Metals Scandinavia AB och Kiruna Iron AB, i syfte att också engagera sig i utvecklingen av en järnmalmsfyndighet utanför Kiruna och några koppar- och guldfyndigheter i Norge och Sverige. 

## Verksamhet i Australien
Företagets största projekt finns i det omfattande gruvutvecklingsområdet Forrestania i Western Australia inom Hannans prospekteringsprojekt, 80 kilometer öster om Hyden. Där undersöks bland annat en litiumfyndighet. Där undersöks också en guldförande malmfyndighet i vilken Hannans har en andel på 20 procent.

## Verksamhet i Sverige
Lovisagruvan AB undersöker enligt ett avtal med Hannans ett eventuellt återupptagande av brytning av en sulfidmalmsfyndighet (med koppar och guld) i Pahtohavare, åtta kilometer söder om Kiruna.
Vidare prospekteras järnmalmsfyndigheter utanför Kiruna, bland andra i Rakkurijoki tolv kilometer sydväst om Kiruna, genom dotterdotterbolaget Kiruna Ore AB.